# Marina Del Ray
Marina Del Ray é uma banda japonesa fundada em 1986 formada pelo vocalista Kacky e pelo guitarrista Tatsuology. A dupla é mais conhecida por ter feito músicas para animes de Os Cavaleiros do Zodíaco, como "Megami no Senshi ~Pegasus Forever~" para a saga de Hades, e "Hana no Kusari", encerramento de Saint Seiya: The Lost Canvas. Esta última, em parceria com a cantora Maki Ikuno. A dupla iniciou a carreira nos animes fazendo várias canções para Ring ni Kakero; curiosamente, outro baseado em um mangá de Masami Kurumada.

## Carreira
Em 2016, participaram do Saint Seiya Docks em Hong Kong junto com Hironobu Kageyama, evento de comemoração dos 30 anos da série. No mesmo ano, fizeram outra parceria com Masami Kurumada para lançar uma série de musicas para o anime Fūma no Kojirō.
Em 2023, Yumi Matsuzawa lançou um cover de "Hana no Kusari".
Em 2024, eles se apresentam pela primeira vez no Brasil, participando do Anime Summit em Brasília. Neste evento, participando do podcast Mitsubukai, revelaram que escreveram a música "Megami no Senshi ~Pegasus Forever~" junto com o próprio Masami Kurumada, criador de Cavaleiros do Zodíaco.

## Lista de músicas em animes
- "Megami no Senshi ~Pegasus Forever~", em Os Cavaleiros do Zodíaco: A Saga de Hades (fases Inferno e Elíseo)[14][15]
- "Hana no Kusari", em Saint Seiya: The Lost Canvas[16]
- "Asu e no Toushi",  em Ring ni Kakero[14]
- "Niji no Kanata", em Ring ni Kakero: Sekai Taikai Hen[14]
- "Ashita e no Toushi: Flap Your Wings", em Ring ni Kakero: Shadow[14]
- "Strike Anywhere: Chikai no Toki", em Ring ni Kakero: Nichibei Kessen Hen[14]
- "Shining Like Gold: Omoide no Kakera", em Ring ni Kakero: Nichibei Kessen Hen[14]